# Huerta (gmina)
Huerta – gmina w Hiszpanii, w prowincji Salamanka, w Kastylii i León, o powierzchni 14,2 km². W 2011 roku gmina liczyła 334 mieszkańców.